# Clarissa Pinkola Estés
Pour les articles homonymes, voir Estés.
Clarissa Pinkola Estés, née le 27 janvier 1945 à Gary dans l'Indiana, est une psychanalyste jungienne, une autrice et une journaliste américaine d'origine mexicaine.
Elle est à l'origine de la création du concept de femme sauvage, l'un des archétypes féminins. Son œuvre est traduite en 37 langues. Le livre Femmes qui courent avec les loups. Histoires et mythes de l'archétype de la femme sauvage reste sur la liste des meilleures ventes du New York Times pendant 144 semaines.

## Biographie

### Origines et famille
Clarissa Pinkola Estés naît le 27 janvier 1945, à Gary, dans l'Indiana. Ses parents biologiques sont Emilio Maria Reyés et Cepción Ixtiz, tous deux mestizos : des mexicains d'origine espagnole et indienne. Ils sont alors ouvriers agricoles près de la frontière entre le Michigan et l'Indiana.
À l'âge de quatre ans, Clarissa Pinkola Estés est adoptée par Joszef Pinkola et Maruska Hornyak, des immigrés originaires de Hongrie et de la tribu des Souabes du Danube ne sachant ni lire ni écrire.
Dans l'introduction de son livre Femmes qui courent avec les loups. Histoires et mythes de l'archétype de la femme sauvage publié en 1992, Clarissa Pinkola Estés raconte que lorsqu'elle était petite, elle était « une esthète plutôt qu'une athlète » et que son seul souhait était « d'être un vagabond extatique ».
Clarissa Pinkola Estés se marie une première fois en 1967 et divorce en 1974. Elle obtient la garde de ses trois filles et une pension alimentaire minimale. Pour subvenir à ses besoins, elle prépare du pain chaque matin et accepte des travaux subalternes. Elle décide alors de reprendre ses études.
Après avoir obtenu son diplôme en 1976, Clarissa Pinkola Estès se rend au Mexique pour rencontrer sa famille biologique. Elle visite également de nombreuses communautés du Midwest et du sud-ouest américains, ainsi que d'Amérique centrale.
À l'âge de 45 ans, Clarissa Pinkola Estès rencontre puis épouse son second mari, un sergent-chef de l'armée de l'air. Elle vit actuellement dans le nord du Colorado et à Cheyenne dans le Wyoming.

### Formation et études
Clarissa Pinkola Estés grandit entourée d'Américains de première génération qui lui transmettent oralement les enseignements des contes européens dont ils ont eux-mêmes hérité. C'est vers l'âge de 14 ans, grâce à un don de livres, que naît son goût pour la littérature.
Les parents de Clarissa Pinkola Estés acquièrent une télévision alors qu'elle a 12 ou 13 ans. En 1997, devant la convention nationale de l'Association catholique de la presse, Clarissa Pinkola Estés déclare que la télévision s'est transformée « en un trou dans le mur de nos maisons qui déverse des eaux usées dans nos foyers », donnant de la société l'image d'une rivière « débordante d'immondices et d'ordures incendiées ».
Après ses études secondaires, Clarissa Pinkola Estés quitte le Michigan pour le Colorado. Elle se dirige vers le sud-ouest à la recherche de loups, alors en train d'être exterminés dans une grande partie des États-Unis.
En 1976, Clarissa Pinkola Estés obtient un Bachelor of Arts avec distinction en psychothérapeutique au Loretto Heights College, petite université catholique depuis rebaptisée Teikyo Loretto Heights University. En 1981, elle obtient à l'Union Institute de Cincinnati dans l'Ohio un doctorat en psychologie ethno-clinique sur l'étude des modèles sociaux et psychologiques dans les groupes culturels et tribaux,. En 1984, elle obtient un diplôme post-doctoral au sein de la Société interrégionale des analystes jungiens à Zurich en Suisse. Pendant ses études, Clarissa Pinkola Estés étudie l'amplification des motifs musicaux, la symbologie archétypale, la mythologie mondiale, les motifs visuels anciens et populaires, l'ethnologie, les religions du monde et l'interprétation des contes de fées.

### Carrière

#### Psychanalyste
Clarissa Pinkola Estés est psychanalyste jungienne : Carl Gustav Jung avait en effet utilisé la narration pour étudier les modèles archétypaux de l'inconscient humain. Elle s'exprime souvent en tant que « chercheur invité distingué » à l'université, comme devant les élèves de l'École des Mines du Colorado et de l'Université Regis.
Au début de sa carrière, elle travaille comme thérapeute de vétérans, pour certains tétraplégiques ou amputés des bras ou des jambes, des deux Guerres Mondiales, de la guerre de Corée et de la guerre du Vietnam à l’hôpital Edward Hines Jr. dans l’Illinois. Elle travaille auprès des familles de survivants de la fusillade du lycée Columbine en avril 1999 et des attentats du 11 septembre 2001. Elle est spécialisée dans la prise en charge des traumatisés de guerre, d'exil et de torture. Elle développe un protocole de rétablissement post-traumatique pour les survivants du tremblement de terre en Arménie.
Clarissa Pinkola Estés est directrice exécutive du Centre Carl Gustav Jung pour l'éducation et la recherche (C. G. Jung Center for Education and Research).
En 1989, Clarissa Pinkola Estés est invitée dans une émission de radio basée à Denver à parler de Carl Jung. Elle obtient peu après un contrat avec la Sounds True Recordings pour créer des bandes audio de ses écrits, à hauteur d'une cassette par mois. Elle rencontre le plus grand succès commercial de l'entreprise. Ces bandes sont combinées en un ensemble de six volumes intitulé Le Conteur jungien (The Jungian Storyteller) qui connaît également un grand succès.
Clarissa Pinkola Estés est membre du conseil d'administration de la Maya Angelou Minority Health Foundation de la faculté de médecine de l'université de Wake Forest.

#### Autrice

##### Prose
Clarissa Pinkola Estés commence à écrire à l'âge de 25 ans mais n'est publiée que 25 ans plus tard. Elle écrit tous les jours, à la fois les histoires qu'on lui a racontées mais également de la poésie. Les maisons d'édition refusent longtemps ses manuscrits. Grâce au succès rencontré par Le Conteur jungien, au moins six éditeurs lui font finalement une offre pour obtenir les droits de publication de son premier livre. Il lui faut six mois pour reprendre son manuscrit de plus de 2500 pages. Femmes qui courent avec les loups. Histoires et mythes de l'archétype de la femme sauvage publié en 1992, figure sur la liste des best-sellers du New York Times pendant 144 semaines. L'ouvrage est composé d'histoires entendues et recueillies par elle pendant plusieurs décennies, dont elle cherche à dégager les significations cachées, notamment d'un point de vue féminin. Le livre est traduit en 37 langues.
Le don de l'histoire. Conte de sagesse à propos de Ce qui est suffisant (The Gift of Story: A Wise Tale about What Is Enough) publié en 1994 est une réécriture de l'histoire d'O. Henry, The Gift of the Magi, transposée en Hongrie pendant la Seconde Guerre mondiale.
Le jardinier de l'Eden : conte de sagesse à propos de ce qui ne peut mourir (The Faithful Gardener : A Wise Tale about That Which Can Never Die) publié en 1995 comprend des histoires recueillies auprès de son oncle hongrois, survivant de camp de concentration. Elles ont pour principal sujet l'incendie des forêts européennes pendant la Seconde guerre mondiale.

##### Poésie
En 2000, Clarissa Pinkola Estés participe avec Maya Angelou et Toni Morrison à un atelier de création orale au Carnegie Hall de New York. Ensemble, les auteurs-poètes écrivent des poèmes-chansons lyriques pour le livret « woman.life.song » composé par Judith Weir.

#### Conteuse et enseignante
Clarissa Pinkolas Estés est également conteuse. Dans Femmes qui courent avec les loups, Clarissa Pinkola Estés raconte que dans ses traditions, « il existe un héritage de conteur, dans lequel un conteur transmet ses histoires à un groupe de « graines ». Les « graines » sont des conteurs dont le maître espère qu’ils perpétueront la tradition telle qu’ils l’ont apprise ».
À partir du début des années 1970, Clarissa Pinkola Estés développe et enseigne un programme d'écriture « comme libération de l'esprit » (Writing as Liberation of the Spirit) dans les prisons d'État et fédérales américaines : d'abord au pénitencier pour hommes du Colorado et à la prison fédérale pour femmes de Dublin en Californie.
Clarissa Pinkola Estés est conseillère auprès d'El Museo de las Americas du Colorado.

#### Journaliste
Clarissa Pinkola Estés est rédactrice en chef de The Bloomsbury Review et de TheModeratevoice.com, un blog d'actualité et d'analyse politique. Ses chroniques sont archivées sous le titre El Rio Debajo del Rio (« La rivière sous la rivière ») sur le site Web du National Catholic Reporter.
Elle est également membre de l'Association nationale des journalistes hispaniques.

### Philanthropie et engagements

#### Droits des femmes et des homosexuels
Entre 1973 et 1975, Clarissa Pinkola Estés coordonne une maison d'hébergement pour femmes battues (Women in Transition Safe House) à Denver, rue Lafayette.
Clarissa Pinkola Estés est la cofondatrice et la codirectrice des Auteurs du Colorado pour l'égalité des droits des gays et des lesbiennes (Colorado Authors for Gay and Lesbian Equal Rights). En 1997, elle est invitée à prendre la parole lors de la réunion nationale de la Catholic Press Association. Son militantisme pour les droits homosexuels provoque une controverse à l'occasion de sa participation à cette réception catholique. Clarissa Pinkola Estés répond à ce sujet à Pamela Schaeffer, rédactrice au National Catholic Reporter : « Votre foi est une chose au sujet de laquelle vous pouvez passer beaucoup de temps à débattre ou vous pouvez la vivre du mieux que vous pouvez. Il ne s’agit en aucun cas de rabaisser les angoisses ou les opinions des autres. Je comprends la foi comme étant un combat, pas un gâteau tout cuit ». Elle est la fondatrice de la fondation Estés Guadalupe du Colorado, finançant des programmes sur les questions lesbiennes et gays.

#### Droits des auteurs
Clarissa Pinkola Estés a été membre du conseil consultatif de l'Union nationale des écrivains de New York et du conseil consultatif de la Coalition nationale contre la censure de New York.

#### Réponse au terrorisme
Clarissa Pinkola Estés est l'autrice de l'essai Healing From Terrorism Sickness donnant plusieurs conseils sur les façons de surmonter les angoisses provoquées par les attentats terroristes du 11 septembre 2001.

#### Politique
De 1993 à 2006, Clarissa Pinkola Estés est nommée par les gouverneurs Roy Roemer et Bill Owens au Comité des griefs de l'État du Colorado, dont elle est coprésidente avec le bureau du procureur de l'État et les enquêteurs du Département des agences de réglementation.

## Reconnaissance
- 1992 : prix Las Primeras par la National Latina Foundation de Washington[2].
- 1993 : prix d'honneur du livre de l'année par l'American Booksellers Association[2].
- 1993 : prix de la Ligue des auteurs du Colorado[2].
- 1994 : médaille du Président pour la justice sociale par The Union Institute[2].
- 1994 : prix Joseph Campbell des gardiens du savoir du Festival Joseph Campbell du mythe, du folklore et de l'histoire[2].
- 1994 : prix de l'Associated Catholic Church Press pour l'écriture[2].
- 1995 : prix Gradiva de la National Association for the Advancement of Psychoanalysis de New York[2].
- 2006 : inscription au Temple de la renommées des femmes du Colorado[1].

## Œuvre

### Livres écrits

#### Publications en langue originale
- (en) Women Who Run With the Wolves : Myths and Stories of the Wild Woman Archetype, Ballantine Books, 1992, 520 p.
- (en) The Gift of Story : A Wise Tale About What is Enough, Ballantine Books, 1993, 30 p.

- (en) The Faithful Gardener : A Wise Tale About That Which Can Never Die, HarperOne, 1995, 96 p.
- (en) Dangerous Old Woman : Myths And Stories Of The Wise Old Woman Archetype, Alfred A. Knopf, 1997 (ISBN 9780679450979).
- (en) Brothers Grimm et Clarissa Pinkola Estés (50-page introduction) (ill. Arthur Rackham), Tales of the Brothers Grimm, Quality Paperback Book Club, 1999, 326 p..
- (en) Joseph Campbell et Clarissa Pinkola Estés (50-page introduction), The Hero With a Thousand Faces, Princeton University Press, 2004, 496 p. (ISBN 978-0691119243).

#### Traductions en français
- Femmes qui courent avec les loups : Histoires et mythes de l'archétype de la Femme sauvage [« Women Who Run with the Wolves: Myths and Stories of the Wild Woman Archetype »], Grasset, 1996, 496 p. (ISBN 2246498511, EAN 9782246498513, présentation en ligne)[15],[16].
- Le jardinier de l'Eden : Conte de sagesse à propos de ce qui ne peut mourir [« The Gift of Story: A Wise Tale About What is Enough »] (trad. Marie-France Girod), Grasset, 1998, 105 p. (EAN 9782246578017, présentation en ligne)
- Le don de l'histoire : Conte de sagesse à propos de Ce qui est suffisant [« The Gift of Story: A Wise Tale About What is Enough »], Grasset, 1999, 43 p. (ISBN 2246595916, EAN 9782246595915, présentation en ligne).
- La danse des grands-mères [« The dancing grandmothers »] (trad. Marie-France Girod), Grasset, 2007, 140 p. (EAN 9782253127512, présentation en ligne)[17].
- Libérez la femme puissante : L'amour immaculé de notre mère pour l'âme sauvage [« Untie the Strong Woman: Blessed Mother's Immaculate Love for the Wild Soul »] (trad. Marie-France Girod et François Rosso), Grasset, coll. « Littérature », 2012, 448 p. (EAN 9782246785637, présentation en ligne).

### Livres audio en langue originale
- (en) Women Who Run With the Wolves : Myths and Stories about the Wild Woman Archetype, 1989.
- (en) The Creative Fire : Myths and Stories on the Cycles of Creativity, Sounds True, 1993 (ISBN 978-1591793878).
- (en) Radiant Coat : Myths & Stories About the Crossing Between Life and Death, Sounds True, 1993 (ISBN 978-1564552150).
- (en) The Gift of Story : A Wise Tale About What is Enough, 1993.
- (en) The Boy Who Married an Eagle : Myths and Stories About Male Individuation, Sounds True, 1995 (ISBN 978-1564553126).
- (en) How To Love A Woman : Myths and Stories about Intimacy and The Erotic Lives of Women, Sounds True, 1996 (ISBN 978-1591793984).
- (en) The Faithful Gardener : A Wise Tale About That Which Can Never Die, 1996.
- (en) Warming the Stone Child : Myths and Stories about Abandonment and the Unmothered Child, Sounds True, 1997.
- (en) Clarissa Pinkola Estés, In the House of the Riddle Mother : The Most Common Archetypal Motifs in Women's Dreams, Sounds True, 1997 (ISBN 978-1683647287).
- (en) Clarissa Pinkola Estés, The Red Shoes : On Torment and the Recovery of Soul Life, Sounds True, 1997 (ISBN 978-1591794394).
- (en) Clarissa Pinkola Estés, Theatre of the Imagination, vol. I, Sounds True, 1999.
- (en) Clarissa Pinkola Estés, Theater of the Imagination, vol. II, Sounds True, 1999 (présentation en ligne).
- (en) Clarissa Pinkola Estés, Beginner's Guide to Dream Interpretation : Uncover the Hidden Riches of Your Dreams with Jungian Analyst Clarissa Pinkola Estés, PhD, Sounds True, 2000 (ISBN 978-1591790488).
- (en) Clarissa Pinkola Estés, Bedtime Stories : For Crossing the Threshold Between Waking and Sleep, 2002.
- (en) Clarissa Pinkola Estés, Bedtime Stories : A Unique Guided Relaxation Program for Falling Asleep and Entering the World of Dream, Sounds True, 2002 (ISBN 978-1564559609).
- (en) Clarissa Pinkola Estés et Caroline Myss, Intuition and the Mystical Life : Woman to Woman: an Original Conversation, Sounds True, 2003 (ISBN 978-1683647270).
- (en) Clarissa Pinkola Estés, The Power of the Crone : Myths and Stories of the Wise Woman Archetype, Sounds True, 2010 (ISBN 978-1604074321).
- (en) Clarissa Pinkola Estés, The Dangerous Old Woman : Myths and Stories of the Wise Woman Archetype, Sounds True, 2010 (ISBN 978-1591799719).
- (en) Clarissa Pinkola Estés, Mother Night : Myths, Stories, and Teachings for Learning to See in the Dark, Sounds True (ISBN 978-1591799153).
- (en) Clarissa Pinkola Estés, Seeing in the Dark : Myths and Stories to Reclaim the Buried, Knowing Woman, Sounds True, 2010 (ISBN 978-1591799696).
- (en) Clarissa Pinkola Estés, The Late Bloomer : Myths & Stories of the Wise Woman Archetype, Sounds True, 2011 (ISBN 978-1604076622).
- (en) Clarissa Pinkola Estés, The Joyous Body : Myths and Stories of the Wise Woman Archetype, Sounds True, 2011 (ISBN 978-1604075724).
- (en) Clarissa Pinkola Estés, How to Be an Elder : Myths and Stories of the Wise Woman Archetype, Sounds True, 2012 (ISBN 978-1604078770).